# Francheville, Orne

Francheville este o comună în departamentul Orne, Franța. În 1 ianuarie 2022 avea o populație de 132 de locuitori.